# Masazir
Masazir (azerski: Masazır) je naseljeno mjesto u Apšeronskom rajonu, Azerbajdžan.

## Šport
- Sabah FK
- Sabah-2 FK